# Ігрове навчання
Ігрове навчання — це форма навчального процесу в умовних ситуаціях, спрямована на відтворення і засвоєння суспільного досвіду у всіх його проявах: знаннях, навичках, уміннях, емоційно-оціночній діяльності. В даний час часто називається ед'ютейнментом (англ. Edutainment), яким означають різноманітні форми освіти без примусу, освітні розваги (зокрема й освіту за допомогою розваги).

## Передумови виникнення
Ігрове навчання має глибоке історичне коріння. Відомо, наскільки гра багатогранна. Вона навчає, розвиває, виховує, соціалізує, розважає і дає відпочинок. Але історично одне з перших її завдань — навчання.
Можна не сумніватися, що гра практично з перших моментів свого виникнення виступає однією з форм навчання, як спосіб відтворення реальних практичних ситуацій з метою їх освоєння і (або) вироблення необхідних людських рис, якостей, навичок і звичок, розвитку здібностей. Ще в древніх Афінах (VI—IV століття до н. е.) практику організованого виховання і навчання пронизували прийоми порівняння і зіставлення, що забезпечуються пафосом змагань (агоністики). Діти, підлітки, юнаки постійно змагалися в гімнастиці, танцях, музиці, словесних суперечках. З відточуванням ними своїх кращих якостей були пов'язані їх учнівські самовияви в самоствердженні і самопізнанні. Тоді ж зародилися військові ігри — маневри, штабні навчання, розігрування «боїв».
У X столітті в школах серед методів навчання також популярні були змагання школярів, зокрема, в риториці. Рутинне навчання виглядало так: вчитель читав, давав зразки тлумачення, відповідав на питання, організовував дискусії, що демонструють і (або) імітують учнівську захопленість. Для цього учнів готували цитувати по пам'яті, переказувати, коментувати, створювати описи (екфрази) та імпровізації (схеди).
В Західній Європі в епоху Відродження і реформації до справжнього використання принципів ігрового навчання закликали Томмазо Кампанелла і Франсуа Рабле. Вони хотіли, щоб діти легко, без примусу, а ніби граючись, знайомилися з усіма науками.
Ян Амос Коменський (1592—1670) пропонував всі «школи-каторги», «школи-майстерні» перетворити на місця ігор. Будь-яка школа, на його думку, може стати універсальною грою, в якій все буде здійснюватися в іграх і змаганнях, узгодившись з віком дитинства, підліткового віку та юності.
Джон Лок рекомендував використовувати ігрові форми навчання. Жан-Жак Руссо, ставлячи завдання громадянського виховання людини, пропонував програму педагогічних заходів: суспільно корисна праця, спільні ігри, свята.
Як педагогічне явище, ігрову діяльність одним з перших класифікував Фрідріх Фребель. Теорія гри стала основою його педагогічної теорії. Виявивши дидактичні ракурси ігрової діяльності, він довів, що гра полегшує вчителю завдання навчання дитини. Наприклад, при освоєнні уявлень про форму, колір, величину предметів, допомагає учням опановувати культурою руху.
Подальший розвиток ігрових форм навчання та їх вивчення показав, що за допомогою гри можуть вирішуватися практично всі педагогічні завдання.[джерело?]

## Розвиток в XX столітті. Ділові ігри. Театральний вплив
Особливу роль в сучасному становленні ігрового навчання зіграв стихійний розвиток ігротехнічного руху, що опирався в першу чергу на використання ділових ігор, які послужили основою розвитку великої групи методів навчання, які отримали назву методів активного навчання. Теоретично їх використання було обґрунтовано в ряді концепцій, в першу чергу в теорії активного навчання.
Перша ділова гра була розроблена і проведена М. М. Бірштейном в СРСР в 1932 році (М. М. Бірштейн, 1989). Метод був підхоплений і відразу отримав визнання і бурхливий розвиток. Однак в 1938 році ділові ігри в СРСР спіткала доля ряду наукових напрямків — вони були заборонені.
Їх друге народження відбулося тільки в 1960-х роках, після того як з'явилися перші ділові ігри в США (1956 рік, Ч. Абт, К. Грінблат, Ф. Грей, Г. Грем, Г. Дюпюї, Р. Дьюк, Р. Прюдом та інші). Сьогодні в Росії, в США, в інших розвинених країнах немає такого навчального закладу, в якому не використовувалися б ділові ігри або їх окремі елементи.
Театральна практика творця «російського психологічного театру» — К. С. Станіславського — надавала хоч і незначний по силі, зате стійкий за тривалістю вплив на розвиток освітньої практики в вітчизняній педагогіці. Крім постановки вистав у класах і відкриття шкільних театрів вчителя часто зверталися до його методичної спадщини для підвищення своєї «педагогічної майстерності». А. С. Макаренко писав, що вчителю необхідно вміти двадцятьма шістьма способами вимовляти фразу «підійди сюди».
До кінця 70-х років минулого століття в підготовці вчителів використовуються методи театральної педагогіки. У Полтавському, Московському, Пермському, Мінському педінститутах відкриваються факультативи, курси, кафедри з акторської майстерності, що допомогло поширенню театрально-ігрових прийомів на уроках у початковій, середньої і старшої школи.
У 80-х роках з'являється «режисура уроку», основою якої стала «Театральна теорія дій» П. М. Єршова і педагогічна технологія Е. Е. Шулешко по налагодженню та (або) збереженню  стосунків у дітей-однолітків під час їх навчання (у дитячих садках і в початкових класах). Інтерактивність соціо-ігрових підходів «режисури уроку», забезпечуючи непередбачуваність, емоційність і креативність навчальних результатів, ефективно замінювали віджилі прийоми ведення уроку, стаючи предтечею, що йде слідом едьютеймента.

## Поява едьютеймента
Новим самостійним етапом у розвитку методик і технологій ігрового навчання став «edutainment». Сам термін виник із схрещування (точніше лінгвістичної «вівісекції») двох англомовних слів: education (навчання) і entertainment (розвага). В результаті спотворення цих слів сенс сприйняття терміна виявляється одночасно зрозуміло-передбачуваним і загадково-інтригуючим.
Сконструйований даний новоділ був в 1948 році в студії Уолта Діснея, де знімалися тринадцять серій фільму про дику природу «Справжні пригоди» (True-life adventure). Потім цей дивний термін використав Роберт Хейман (Robert Heyman) в 1973 при створенні серії документальних фільмів для The National Geographic Society. Оперував їм і доктор Кріс Данієлс (Dr. Chris Daniels), створюючи в 1975 році «Millennium Project», який згодом стали називати «The Elysian World Project». В останньому десятилітті XX століття термін періодично став з'являтися на сторінках газет, що було пов'язано з бурхливим розвитком бізнес-освіти.
У 80-х роках динамізм змін у постіндустріальному суспільстві визначив гострий попит на освітні послуги в сфері бізнесу та менеджменту. Але вік учнів, їх статус та претензії не дозволяли ні саджати їх за традиційні «парти», ні монотонно читати їм звичайні лекції. Тоді в результаті значних фінансових ресурсів і відсутності критики з боку академічної освіти в бізнес-освіту стали стікатися нетрадиційні методики і прийоми навчання — і з мистецтва, і зі спорту, і з психотерапевтичної практики, і навіть з сумнівного окультизму. У підсумку саме в бізнес-освіті намітився дидактичний прорив в області перепідготовки та підвищення бізнес-кваліфікації дорослих. Стали з'являтися інноваційні програми і технології, адаптовані до «нових викликів» і приносять позитивні результати при навчанні нових ідей і технологій дорослих і солідних людей (В. М. Букатов). Слід особливо відзначити, що суть цих знахідок часто спеціально приховувалася з комерційних міркувань.
Не випадково серед західних вчених немає єдиної думки про сутність, доданків і механізмі «edutainment». Для одних це «ефективний баланс між інформацією, мультимедійними продуктами, психологічними прийомами і сучасними технологіями» (Ш. Де Варі). Для інших — «представлення досвіду і розваг через творення» (Я. Ванг). Для третіх — «з'єднання соціального замовлення з розважальним механізмом» (Р. Донован).
І в російській освіті поки немає загальновизнаного наукового визначення модної інновації. Це і «цифровий контент» (О. Л. Гнатюк), і «ігразовання» (А. В. Попов), і «креативна освіта» (М. М. Зіновкіна), і «неформальна освіта» (І. Ф. Феклістов), і «рідні (релятивні) прийоми навчання» (В. М. Букатов, С. В. Фріга).
У російськомовній науково-методичній літературі термін спочатку виглядав шаблонною калькою з англійської — [едьютейНмент]. Пізніше з'явилася русифікована версія, більш проста в вимогах і милозвучна для сприйняття. Початкова версія написання терміна зазвичай пов'язана з розумінням даної інновації, як способу посилення ролі навчальної мотивації учнів (тобто усвідомлення ними своїх спонукань до освітньої діяльності). А остаточна версія написання — з реабілітацією неусвідомлюваних механізмів психіки, що визначають результативність «навчальної діяльності» учня не в меншій мірі, ніж в його «ігровій діяльності».
Останній підхід до використання терміна допомагає виявити, що люди, самі того не підозрюючи, щодня стикаються з природно-побутовим едьютейментом. Наприклад, при перегляді цікавого фільму іноземною мовою, читанні захоплюючої статті або книги, участі в колективній інтелектуально-пізнавальній ігровій комунікації — все те, що ми робимо добровільно, в задоволення, із задоволенням і захопленням можна назвати неформальною або нестандартною освітою.

## Ознаки та особливості методики
Ігровому навчанню і грі притаманні схожі риси. Ось деякі з основних:
- вільна діяльність яка розвивається (організована «ведучим», але протікає без його вчительського диктату), здійснюється учнями за бажанням, з задоволенням від самого процесу діяльності, а не за приз-заохочення або позитивну оцінку (В. Букатов);
- творча, імпровізаційна ініціативність;
- емоційно напружена, піднесено-змагальна, конкурентна діяльність в рамках непорушної дружності;
- парадоксальний перетин прямих і непрямих правил, що сполучають зміст гри з елементами громадського досвіду;
- імітаційна спрямованість, що моделює професійні або громадські умови-ситуації-контексти життя людини;
- дотримання рамок простору (включаючи відокремлення місця дії) і часу діяльності (включаючи визначення тривалості) (В. Кругліков).

До найважливіших властивостей гри відносять той факт, що в грі, долаючи труднощі, і діти і дорослі можуть діяти так, як вони діяли б в екстремальних ситуаціях, на межі сил. Причому настільки високий рівень активності досягається ними, майже завжди добровільно, без примусу.
Ініціативність, емоційна забарвленість гри визначають високий ступінь відкритості учасників. Вони добровільно відкриваються, відкидають в грі психологічний захист. Втрачаючи настороженість, вони стають «самими собою».
Деякі дослідники пояснюють це тим, що учасник гри, вирішуючи ігрові завдання, захоплений і тому не відволікається на протидію з іншою стороною. Вони вказують на експеримент який доводить, що в ситуації деякої неуважності уваги іноді легше переконати людину прийняти нову для нього точку зору. Якщо чимось незначним відволікати увагу людини, то ефект переконання буде сильнішим (В. В. Бойко, 1983). Але ці умови досить далекі від суті і результативності як навчання, так і ситуативно-ігровий ініціативності, захопленості і азартності учнів, тому не ними пояснюється висока продуктивність різноманітних варіантів стилістики ігрового навчання (В. М. Букатов [1997]).
Ігрове навчання відрізняється від інших педагогічних технологій тим, що:
1. Пов'язано з добре відомим, звичним життям і улюбленою формою діяльності для людини будь-якого віку.
2. Одне з найбільш ефективних засобів активізації, що залучає учасників в навчальну діяльність за рахунок самої ігрової ситуації, що викликає у них високе емоційне і фізичне напруження (в грі значно легше долаються труднощі, перешкоди, психологічні бар'єри).
3. По відношенню до пізнавальної діяльності, воно вимагає і викликає у учасників ініціативу, наполегливість, творчий підхід, уяву, спрямованість.
4. Дозволяє вирішувати питання передачі знань, навичок, умінь; домагатися глибинного особистісного усвідомлення учасниками законів природи і суспільства; дозволяє надавати на них виховний вплив; дозволяє захоплювати, переконувати, а в деяких випадках, і лікувати.
5. Багатофункціонально, його вплив на людину неможливо обмежити будь-яким одним аспектом, але всі його можливі дії актуалізуються одночасно.
6. Переважно в колективних, групових формах діяльності, в основі яких часто лежить аспект змагання. Як суперник, однак, може виступати не тільки інша людина, але і обставини, і він сам (подолання себе, свого результату).
7. Нівелює значення кінцевого результату. В ігровій діяльності учасника можуть влаштовувати різні типи «призів»: матеріальний, моральний (заохочення, грамота, широке оголошення результату), психологічний (самоствердження, підтвердження самооцінки) та інші. Причому при груповий діяльності результат сприймається ним через призму загального успіху, ототожнюючи успіх групи, команди як власний.
8. Відрізняється наявністю чіткої конкретики в поставленої ситуаційної мети, що стимулюється нею творчої діяльності виконавців і емоційно-ділового (тобто не байдуже-формально) педагогічного результату (В. Кругліков [1998]; В. Букатов [1997,2003]).

### Специфіка едьютеймента
Особливостями даного типу навчання дорослих є:
- Акцент на захоплення. Важливим для освітнього процесу стає інтерес вчителя. При грамотній організації процесу, розвиток інтересу призводить до накопичення знань.
- Мотивація через розвагу. Задоволення, що отримується в процесі освіти, стає помічником в розкріпаченні учня, і сприяє формуванню стійкого інтересу до навчального процесу
- Гра як найважливіший принцип. Згідно концепції І. Хейзінга, викладеної в роботі «Homo ludens», гра стає наріжним каменем навчання. Це пов'язано з подоланням перебільшеної уваги до усвідомлених (рефлексивним) механізмів навчання (їх усвідомленого формування і розвитку) і з реанімацією ролі неусвідомлюваних механізмів, які в ігрових формах діяльності є домінуючими. В результаті едьютеймент виявляється універсальним підходом до конструювання навчання як дорослих, так і дітей.
- Сучасність супроводу. Розмаїття цих форм навчання виявляються привабливими і для солідних людей, і для молоді, і для дітей шкільного та дошкільного віку ще й тому, що їх реалізація пов'язана з використанням актуальних відео і аудіо джерел, дидактичних ігор, освітніх програм на девайсах.

Таким чином, едьюнтеймент став істотною підмогою для молодих вчених, захоплених ідеєю очищення теорії і практики освіти від консервативних стереотипів і неживих традицій.
Також останнім часом все більшої популярності набирають дитячі розважальні центри, створені за принципом едьютеймента. Суть цих центрів в тому, що в рамках певної території для дітей створюється простір та умови які максимально копіюють умови дорослого соціального життя. Як правило, подібні центри позиціонують себе як «дитяче місто» або «місто для дітей». Зазвичай в них за основу ігрового процесу береться освоєння різних професій.
Дані проекти носять як правило комерційний характер і більшою мірою спрямовані на розвагу дітей. Їх критики підкреслюють, що організатори відтворення обстановки, декорацій, відносної свободи зовнішніх чинників приділяють свою основну увагу, і в набагато меншому ступені стурбовані послідовністю реалізації освітніх і (або) розвиваючих моментів гри, пускаючи все це нібито на самоплив.